# اصل به اندازه کافی خوب
اصل به اندازه کافی خوب (انگلیسی: Principle of good enough) یک اصل در طراحی نرم‌افزار و سامانه هاست. این اصل مشتمل بر این است که مصرف‌کنندگان علی‌رغم وجود محصولات پیشرفته محصولاتی را که به اندازه کافی برایشان مناسبند را انتخاب می‌کنند.